# Лепидолопсис
Лепидолопсис — род многолетних травянистых растений семейства астровых (Asteraceae), происходящий из Центральной Азии. Описан П. П. Поляковым в 1956 году.
Корзинки мелкие, формируют узкое кистевидное метельчатое соцветие. Цветки трубчатые обоеполые пяти-зубчатые, с короткими зубцами смотрящими внутрь. Обёртка корзинки полу-шаровидная, составлена их многих рядов черепичато уложенных, плёнчато окаймлённых листочков. Цветоложе голое, выпуклое, тупо коническое или даже полу-шаровидное. Семянки узкие, призматической формы, с 5 или 6 рёбрами, сближающимися на внутренней стороне. Имеется хохолок в виде короткой косо-надрезанной на узкие зубцы коронки.

## Виды
Поляков и другие описали около дюжины видов, принадлежащих к роду, однако общепризнанным является лишь один, Lepidolopsis turkestanica (Лепидолопсис туркестанский), статус других видов остаётся не определённым.
Перечень опубликованных названий видов:
- Lepidolopsis karataviensis (Kovalevsk.) Myrzakulov
- Lepidolopsis krascheninnikovii (Nevski) Poljakov
- Lepidolopsis mucronata (Regel & Schmalh.) Poljakov
- Lepidolopsis paropamisica (Krasch.) Poljakov
- Lepidolopsis pjataevae (Kovalevsk.) Myrzakulov
- Lepidolopsis pseudoachillea (C.Winkl.) Poljakov
- Lepidolopsis setacea (Regel & Schmalh.) Poljakov
- Lepidolopsis submarginata (Kovalevsk.) Myrzakulov
- Lepidolopsis tadshikorum (Kudrj.) Poljakov
- Lepidolopsis turkestanica (Regel & Schmalh.) Poljakov — Лепидолопсис туркестанский
- Lepidolopsis umbellifera (Boiss. & sine ref.) Poljakov

Некоторые, ранее описанные виды, позднее были отнесены в другие роды, например
Tanacetopsis goloskokovii (Poljakov) Karmysch., 1966 (Танацетопсис Голоскокова) известен как [syn.  Lepidolopsis goloskokovii Poljakov — Лепидолопсис Голоскокова].